# EBow

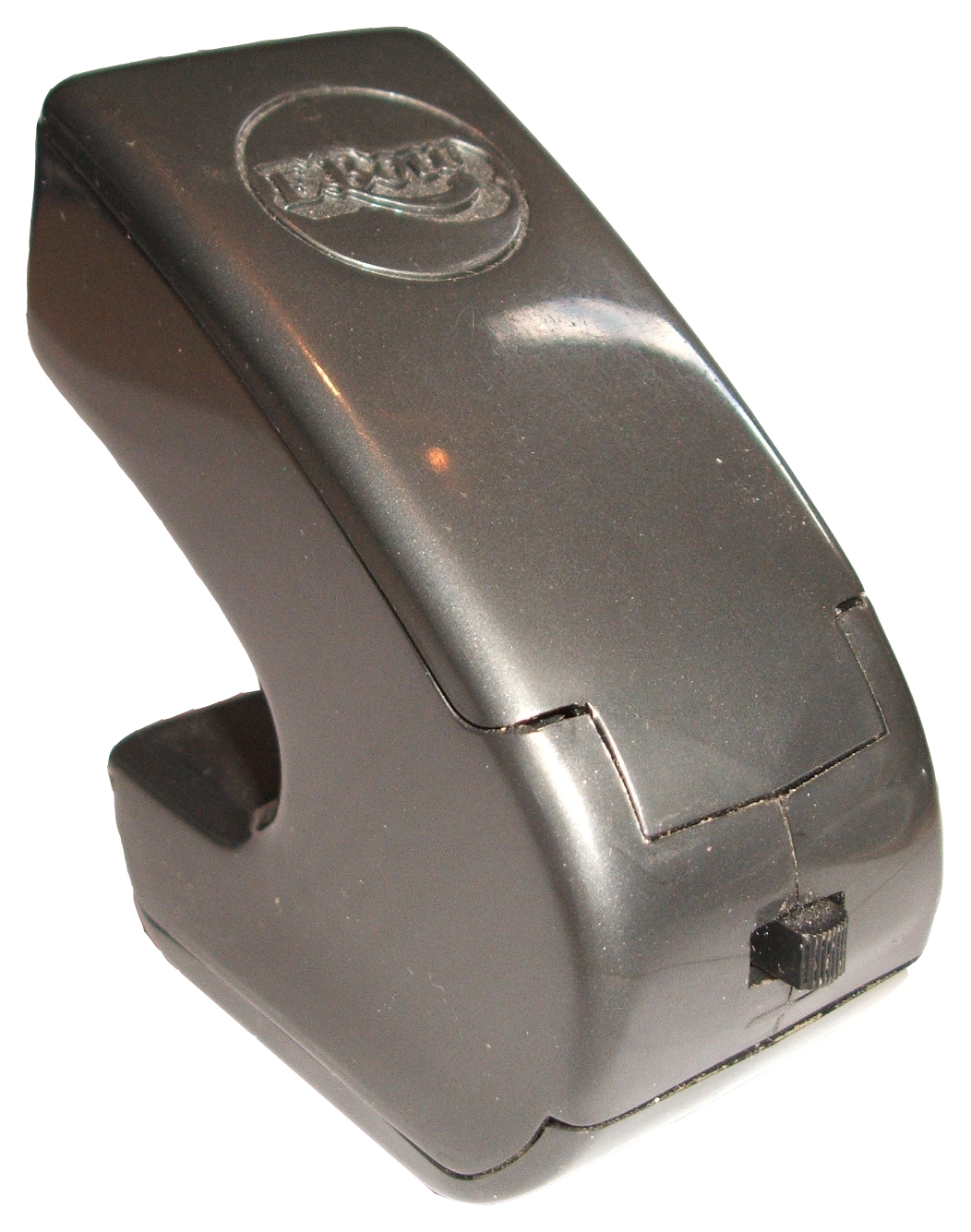
EBow.

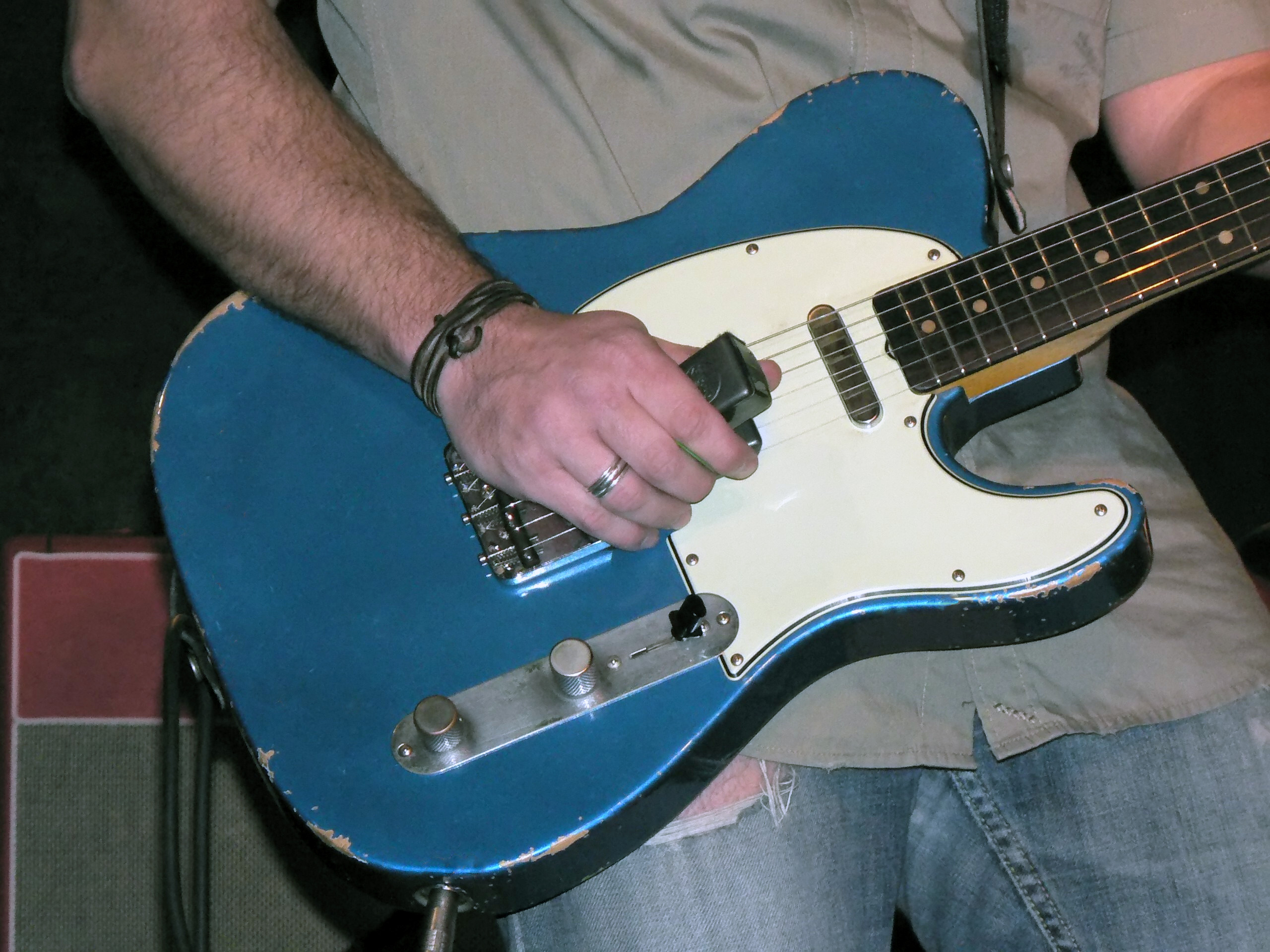
Guitarrista utilizando un EBow una Fender Telecaster.

El EBow, nombre comercial en inglés para el  arco electrónico (Electronic Bow), es un dispositivo de mano que funciona con pilas o baterías y se utiliza para tocar la guitarra o bajo eléctrico, en lugar de golpear las cuerdas con púa o dedos. Es un instrumento mayormente utilizado para la música rock. 

## Usos
El EBow se utiliza para crear una gran variedad de sonidos que no son posibles de producir con técnicas y arreglos convencionales.
Al variar la posición lineal del E-Bow a lo largo de la cuerda, se obtienen diferentes armónicos. Además, al alejarlo o acercarlo de las cuerdas, se consiguen efectos de fade in y fade out (crecimiento o desvanecimiento del sonido). 
Gracias a la generación actual de E-Bows (Plus E-bow, E-bow 4ª Edición), el usuario puede hacer uso de un modo adicional conocido como «modo armónico», que crea un sonido armónico más alto que la nota fundamental correspondiente (similar a un octavador).

## Ejemplos de su uso
- El ejemplo comercialmente más conocido del E-Bow es el de la canción "With or Without You" de U2, donde The Edge crea una atmósfera y sonido tan reales que puede confundirse con la sonoridad de un teclado o un sintetizador.
- Gustavo Cerati hizo uso del dispositivo en "Canción animal" (Soda Stereo) para interpretar el solo intermedio de la canción.
- Alejandro Marcovich, ex guitarrista del grupo Caifanes, fue quien lo popularizó en México y toda América Latina, creando increíbles atmósferas en sus canciones. Un muy buen ejemplo es la canción "La llorona", del álbum El nervio del volcán, donde realiza un solo con una atmósfera tenebrosa, grabando varios canales con ese accesorio y creando con ello una interpretación escalofriante y vibrante. También lo utilizó en el solo final de "Miedo", del mismo disco, y en otras canciones como, por ejemplo, "Alfombra mágica" del disco Alebrije, su segundo disco como solista.
- Ricardo Mollo lo usó junto a Leo García en la canción "Crimen", como pieza del homenaje realizado en noviembre del 2014 a Gustavo Cerati, exlíder de Soda Stereo.
- Un pionero en el uso del EBow fue Bill Nelson, quien se lo aconsejó a Stuart Adamson, del grupo The Skids. Adamson lo usó frecuentemente en su siguiente grupo, Big Country, y creó el característico sonido de gaita tan representativo de la banda.
- Mick Ronson lo utilizó en el Concierto Tributo a Freddie Mercury con la canción "Heroes" compartiendo escenario con David Bowie y los restantes miembros de Queen.
- Paul Stanley el cantante de Kiss, cuando todos los miembros sacarían sus propios álbumes en solistas en 1978, él usa el EBow en algunas canciones de su álbum Paul Stanley.
- Los grupos Blondie, Blue Öyster Cult y el singular Tom Petty fueron también usuarios pioneros del artefacto.
- En Argentina el guitarrista Germán Daffunchio (exintegrante de Sumo y actual vocalista de Las Pelotas) lo utiliza con frecuencia en sus obras.
- Este dispositivo también ha sido un elemento familiar en la paleta sonora del guitarrista Phil Keaggy desde principios de los años ochenta.
- La banda A Flock of Seagulls, también de los años ochenta, lo utilizaba en las canciones "Whising (If I Had a Photograph of You)" y "The Fall", de su álbum Listen, de 1983.
- Dave Fielding, del grupo The Chameleons, lo usa en canciones como "Tears" (versión acústica), "The Healer" y "Soul in Isolation".
- The Smashing Pumpkins instrumentó con él partes de la melodía de su canción "Porcelina of the Vast Oceans", de su disco Mellon Collie and the Infinite Sadness.
- La banda australiana The Church hace un exhaustivo uso del EBow y compusieron un solo de este en su destacado sencillo de 1988 "Under the Milky Way".
- El sonido que Robin Guthrie aportó a la banda Cocteau Twins se deriva, en parte, del EBow tratado a través de toda una suerte de diferentes pedales de efecto.
- El guitarrista principal de Foo Fighters, Chris Shiflett lo ha usado recientemente en el último disco Sonic Highways
- De corte más moderno, Billy Howerdel, guitarrista de A Perfect Circle, fue conocido por suplir composiciones para sintetizador del disco del año 2000 Mer de Noms utilizando un EBow.
- En el disco de Oasis (What's the Story) Morning Glory?, a Noel Gallagher se le atribuye en el libreto interior el uso del EBow aparte de la voz, la guitarra principal, el piano y el melotrón.
- Eddie Vedder, cantante y guitarrista de Pearl Jam, utiliza un EBow en la canción "Whale Song" para simular el sonido que emiten las ballenas para comunicarse unas con otras.
- Martin Gore, compositor, teclista y guitarrista de Depeche Mode, utiliza un EBow durante el solo de guitarra de "The Sweetest Condition" y durante el solo final de "Walking In My Shoes".
- Paul Banks y Daniel Kessler de Interpol lo utilizan en la canción "Take You on a Cruise", de su segundo álbum: Antics
- Herman Li, guitarrista de DragonForce, lo usa en la canción de "Heroes of Our Time" del álbum del mismo nombre
- La Oreja de Van Gogh lo utiliza en su canción "El vestido azul".
- Juan Aguirre guitarrista y vocalista del grupo español Amaral lo utilizó en su disco La barrera del sonido, grabado en directo durante un concierto en Madrid.
- Germán Daffunchio lo utiliza en la introducción de la canción "Saben", de Las Pelotas.
- En la versión de la canción "Agnus Dei" interpretada por el cantante cristiano Marco Barrientos se utiliza el EBow.
- Francisco Durán, guitarrista de Los Bunkers, lo usa en Música libre de 2010, en la introducción de su versión de la canción de Silvio Rodríguez "La era está pariendo un corazón".
- Steve Askew, guitarrista de la banda inglesa Kajagoogoo, lo usó en un concierto en directo en la canción "Frayo del álbum" del álbum White Feathers.
- Andy Timmons, virtuoso ex-guitarrista de la banda Danger Danger y aclamado guitarrista solista, lo utilizó como artista invitado para la introducción de la canción "Jungleyes", del álbum Another Lifetime, del maestro de la batería Simon Phillips y también en la introducción de su canción "Beautiful, Dangerous", del álbum That Was Then, This Is Now.
- Osky Righi, de Bersuit Vergarabat, lo utiliza en la canción "No te olvides", perteneciente al último álbum de la banda.
- También es bastante frecuente en las canciones del cuarteto malagueño de rock instrumental Kermit.
- Ed O'Brien, guitarrista de Radiohead, lo usa en algunas canciones, entre las cuales destaca "My Iron Lung", del disco The Bends.
- Martín Bosa, tecladista y guitarrista de La Franela lo usa para tocar "Vine hasta aquí".
- Brad Delson guitarrista de la banda Linkin Park dio uso de este instrumento en las canciones "The Little Things Give You Away" y "No More Sorrow", ambas del álbum Minutes to Midnight, entre otras más.
- Quimi Portet, integrante del grupo el Último de la Fila, hizo una profusa utilización de este aparato en la grabación del último trabajo discográfico de su banda; concretamente en "La rebelión de los hombres rana".
- Matt Bellamy, cantante y guitarrista de la banda Muse lo utiliza para tocar la canción del álbum Black Holes and Revelations, "Invencible".
- Javier Mejía, exguitarrista de la banda Enjambre, lo usa en la canción "Sanguijuela", del álbum Daltónico

## Uso con otros instrumentos
Pese a ser principalmente utilizado para producir sonidos en guitarras eléctricas, bajistas como Steve Willet (proveniente de la escena post-punk gótico con su grupo Strange Boutique) han perseverado en su uso más allá de las seis cuerdas y le dedican un gran protagonismo, como hizo Michael Manring en su disco de 1995 Thönk. También David Gilmour de Pink Floyd lo utilizó en otro instrumento aparte de la guitarra eléctrica; en este caso fue una guitarra acústica Gibson J-200 en la canción de 1994 "Take It Back", para conseguir un sonido aflautado que recuerda a un clarinete. Otro uso, quizá menos conocido, fue el que le dio Béla Fleck, quien, en una ocasión, tocó un banjo acústico con E-Bow, generando nuevamente un sonido similar al perteneciente de gaita.